# Robert Woods Bliss

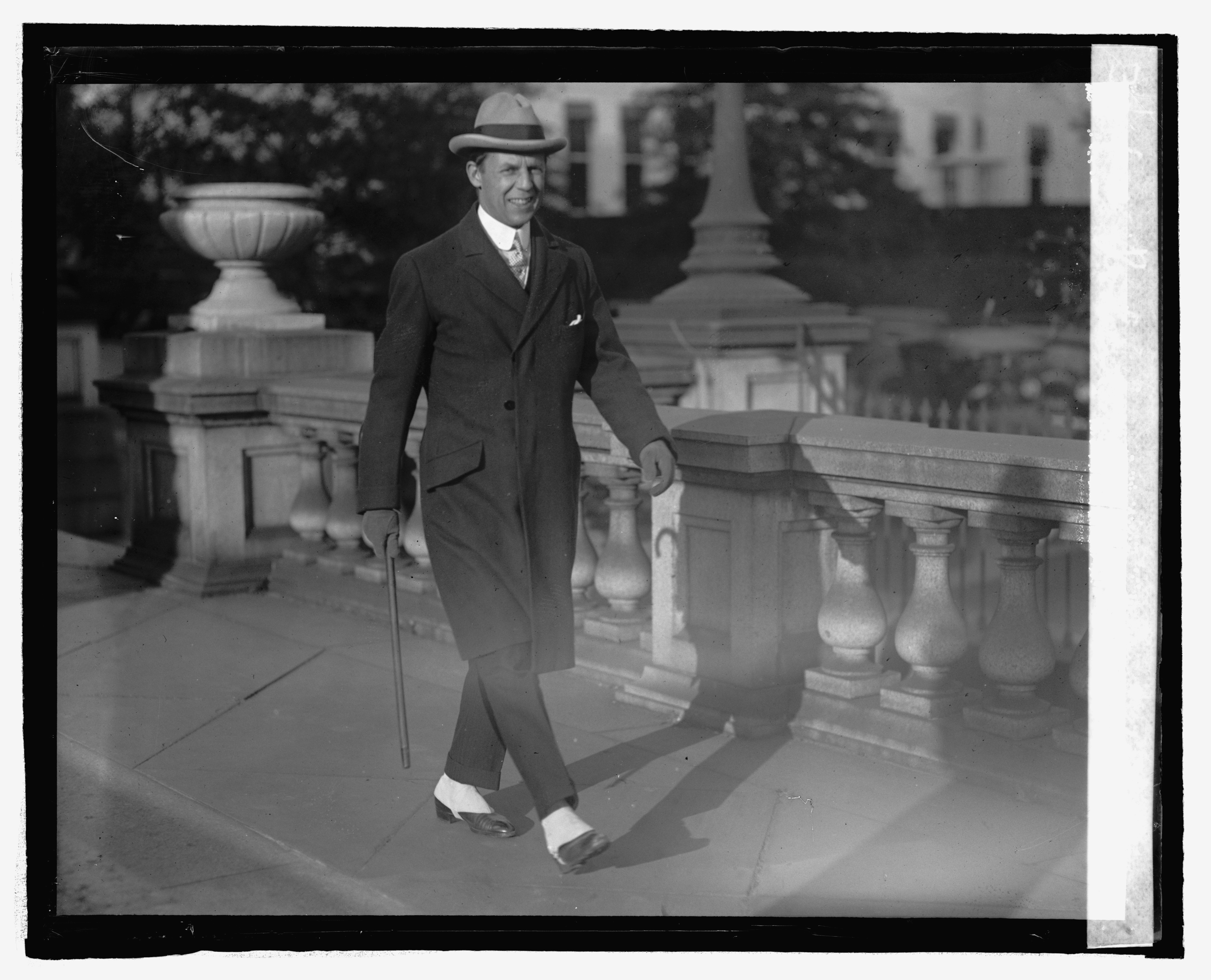
Robert Woods Bliss 1924

Robert Woods Bliss (* 5. August 1875 in St. Louis, Missouri; † 19. April 1962 in Washington, D.C.) war ein amerikanischer Diplomat, Kunstsammler und Stifter der Dumbarton Oaks Research Library and Collection.
Geboren als Sohn des Bundesstaatsanwalts William Henry Bliss (1844–1932) besuchte er die Schule in Virginia, Minnesota und Boston. Er studierte am Harvard College, das er 1900 mit dem B.A. abschloss. Anschließend arbeitete er von 1901 bis 1903 als Privatsekretär des amerikanischen Gouverneurs von Puerto Rico. 1903 trat er in den Dienst des Außenministeriums der Vereinigten Staaten. 1903 war er als Konsul in Venedig tätig, 1904 bis 1907 als zweiter Sekretär der Botschaft in St. Petersburg, 1907 bis 1909 als Legationssekretär in Brüssel, 1909 bis 1912 als Legationssekretär in Buenos Aires, 1912 bis 1916 als Sekretär der Botschaft in Paris, 1916 bis 1919 als Counselor ebendort. 1920 wurde er Abteilungsleiter für Westeuropa im Außenministerium in Washington, von 1921 bis 1923 war er dritter Unterstaatssekretär im Außenministerium. 1923 bis 1927 diente er als Gesandter in Schweden, von 1927 bis 1933 als amerikanischer Botschafter in Argentinien. Anschließend trat er in den Ruhestand. Während des Zweiten Weltkrieges wurde er reaktiviert und arbeitete noch einmal von 1942 bis 1945 im Außenministerium.
1908 heiratet er seine Stiefschwester (durch zweite Ehe seines Vaters) Mildred Barnes Bliss, die ein beträchtliches Vermögen besaß. Während ihrer Zeit in Paris (1912–1919) interessierten sich Robert und Mildred Bliss vermehrt für Kunst, angeregt durch ihren Freund, den Historiker und Sammler Royall Tyler, und begannen mit dem Sammeln, insbesondere von präkolumbianischer und byzantinischer Kunst. Robert Woods Bliss persönliches Interesse galt vor allem der präkolumbianischen Kunst.

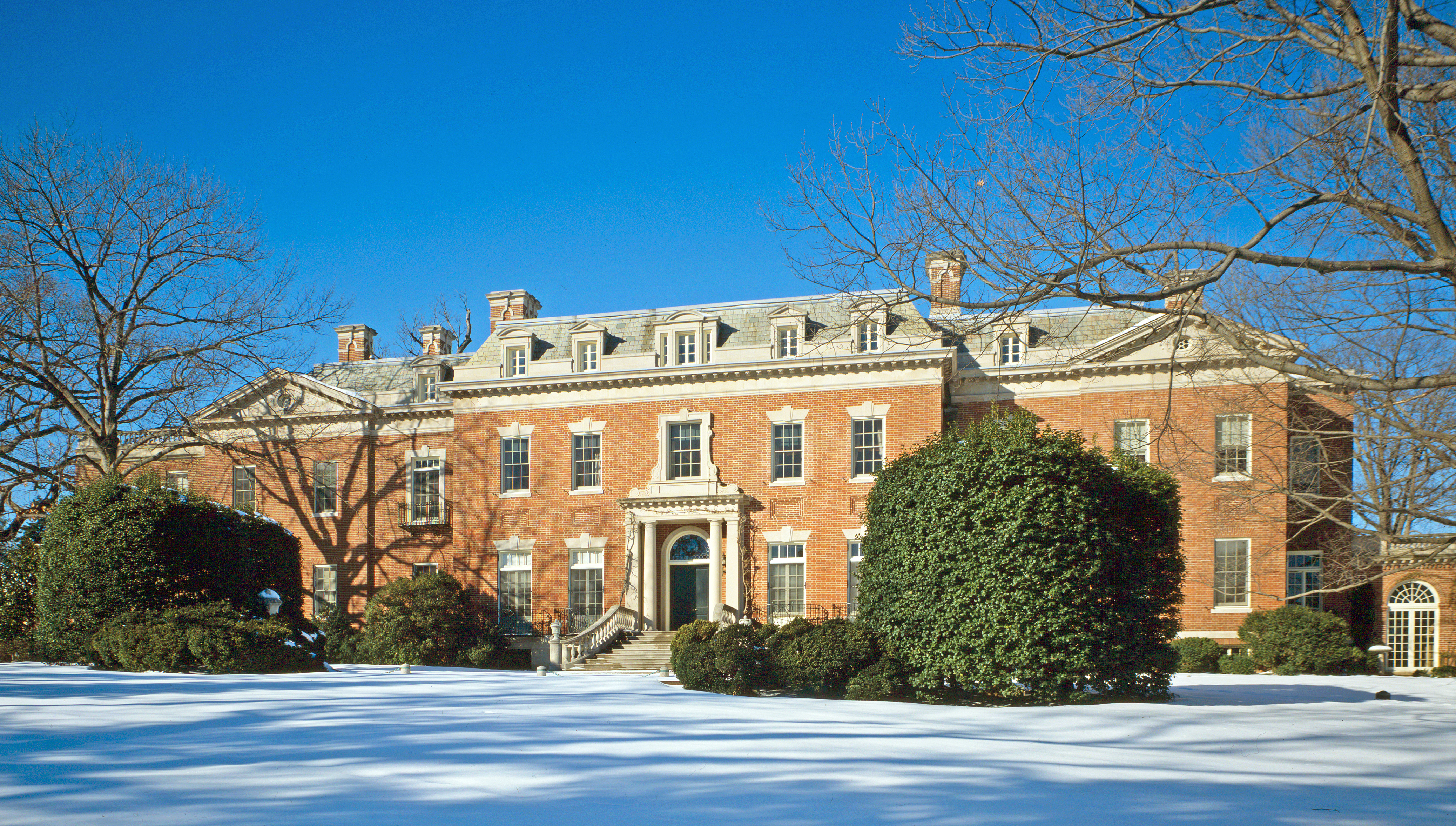
Das Landhaus Dumbarton Oaks

1920 erwarben die Blisses Dumbarton Oaks, einen Landsitz in Georgetown am Rande von Washington, in dem sie seit 1931 lebten und ihre Sammlung unterbrachten. 1940 gründeten sie dort die Dumbarton Oaks Research Library and Collection und stifteten sie der Harvard University als Forschungsinstitut für Byzantinistik, präkolumbianische Kunst und Kultur und Geschichte der Landschaftsarchitektur. Die präkolumbianische Sammlung von Robert Woods Bliss war von 1947 bis 1962 in der National Gallery of Art in Washington ausgestellt, bevor sie 1963 in einen von Philip Johnson errichteten Anbau in Dumbarton Oaks kam.